# Sex Madness
Sex Madness (tyt. oryg. Sex Madness) – amerykański film z 1938 w reżyserii Williama Currana i Dwaina Espera.